# Calymniops trapezata
Calymniops trapezata là một loài bướm đêm trong họ Noctuidae.